# Hermann Bühler (Komponist)
Hermann Bühler (* 1962 in Näfels) ist ein Schweizer Komponist, Musiker und Musikwissenschaftler.

## Leben
Hermann Bühler lebt in Zürich und ist als Komponist, Instrumentalist, Lehrer und Musikwissenschaftler tätig. Seit 1984 beschäftigt er sich als Alto- und Sopransaxophonist mit Improvisationsmusik und freien Ausdrucksformen. Hermann Bühler schrieb für unterschiedliche Besetzungen Kompositionen wie Lange Weile, Verletzte Gärten, Earth Bound, Seven Pieces und Kind. Darin setzt er sich mit Tonreihen, Jazz-Stilen, Improvisationskonzepten und Elektronik auseinander.
Als Instrumentalist beschäftigte er sich eingehend mit indischer Musik. Bühlers Musik ist auf mehreren CDs erschienen. Er war auch an der Herausgabe des Buchs Your Own Voice und der zugehörigen CD WIM-Radiodays massgeblich beteiligt.
In jüngster Zeit arbeitet Hermann Bühler in der Schweiz, Mexiko und den USA. Er komponiert Musik für Film-, Tanz- und Multimediaproduktionen. Daraus hervorgegangen sind z. B. die Produktionen Muros, Claustro Cyclo, 404 - Directions, Light Flashes, Mélange Étrange. Hermann Bühler betreibt die «Musik & Kunst Edition Dreamscape».
Bühler hatte Auftritte beim Festival Cervantino Guanajuato (Mexiko), bei den Jazz Festivals Schaffhausen, Zürich und Willisau. Er spielte für Radio DRS Zürich, Radio KPFK und KXLU Los Angeles.

## Auszeichnungen
- Oscar Hollywood, für Kurzfilm Schwarzfahrer, Pepe Danquard 1992

## Werke (Auswahl)
- Time Walk. Soundscape mit Samples von Umgebungsgeräuschen (2000–2006)
- 404 - Directions. Komposition für Electronics, Action Painting und Reeds (seit 2005)
- Kind. Komposition für 12 Instrumente (1993)
- Verletzte Gärten. Klanginstallation für 4 Tonbandmaschinen (1990)

## Diskografie (Auswahl)
- Muros - Video Danza (DEA 4762 DVD)
- Sojourn - Lotus Mind (DEA 4761)
- Hermann Bühler - Alto solo (DEA 4758)
- Hermann Bühler - Earth Bound (For Four Ears Records 825)